# Cohors I Ascalonitanorum

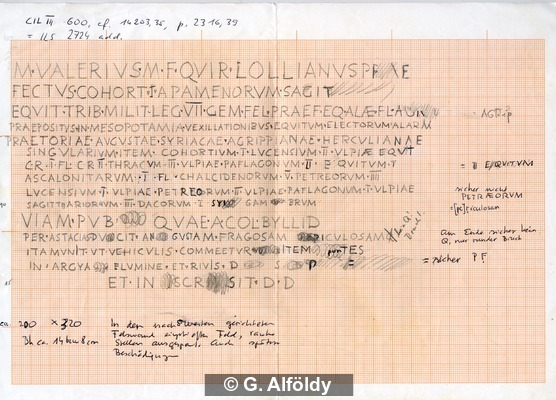
Eine Zeichnung der Inschrift, angefertigt durch Géza Alföldy

Die Cohors I Ascalonitanorum [sagittariorum oder sagittaria] [equitata] (deutsch 1. Kohorte aus Ascalon [der Bogenschützen] [teilberitten]) war eine römische Auxiliareinheit. Sie ist durch Militärdiplome, eine Inschrift und einen Papyrus belegt.

## Namensbestandteile
- Cohors: Die Kohorte war eine Infanterieeinheit der Auxiliartruppen in der römischen Armee.

- I: Die römische Zahl steht für die Ordnungszahl die erste (lateinisch prima). Daher wird der Name dieser Militäreinheit als Cohors prima .. ausgesprochen.

- Ascalonitanorum: aus Ascalon. Die Soldaten der Kohorte wurden bei Aufstellung der Einheit aus der Stadt Ascalon und Umgebung rekrutiert.

- sagittariorum oder sagittaria: der Bogenschützen. Der Zusatz kommt in Militärdiplomen von 129 bis 156/157 vor.

- equitata: teilberitten. Die Einheit war ein gemischter Verband aus Infanterie und Kavallerie.[A 1]

Da es keine Hinweise auf den Namenszusatz milliaria (1000 Mann) gibt, war die Einheit eine Cohors quingenaria equitata. Die Sollstärke der Kohorte lag bei 600 Mann (480 Mann Infanterie und 120 Reiter), bestehend aus 6 Centurien Infanterie mit jeweils 80 Mann sowie 4 Turmae Kavallerie mit jeweils 30 Reitern.

## Geschichte
Die Kohorte war in der Provinz Syria stationiert. Sie ist auf Militärdiplomen für die Jahre 88 bis 156/157 n. Chr. aufgeführt.
Die Einheit wurde vermutlich durch Gnaeus Domitius Corbulo um 62 aufgestellt. Der erste Nachweis der Einheit in Syria beruht auf einem Diplom, das auf 88 datiert sind. In dem Diplom wird die Kohorte als Teil der Truppen aufgeführt (siehe Römische Streitkräfte in Syria), die in der Provinz stationiert waren. Weitere Diplome, die auf 93 bis 156/157 datiert sind, belegen die Einheit in derselben Provinz.
Eine Vexillation der Kohorte nahm am Partherkrieg des Lucius Verus (161–166) teil. Sie wird in einer Inschrift als Teil der Einheiten aufgelistet, die unter der Leitung von Marcus Valerius Lollianus standen.
Der letzte Nachweis der Einheit beruht auf einem Papyrus, der bei Dura Europos gefunden wurde und der auf 200 (bzw. 219) datiert wird.

## Standorte
Standorte der Kohorte in Syria waren möglicherweise:
| - Caeciliana (Tell Aushariye): | - Tell Ahmar: eine Inschrift wurde hier gefunden. |

## Angehörige der Kohorte
Folgende Angehörige der Kohorte sind bekannt:

### Kommandeure
| - Gaius Coelius Montanus: er wird auf dem Diplom von 93 als Kommandeur genannt. | - Publius Aurelius Aurelianus: er wird auf einem Diplom von 144 als Kommandeur genannt. |

### Sonstige
| - Barcallippus, ein Fußsoldat: ein Diplom von 144 (ZPE-193-253) wurde für ihn ausgestellt. - Claudianus, ein Centurio (AE 1994, 1764) - Flavius Fla[vianus] | - Maga, ein Fußsoldat: das Diplom von 93 wurde für ihn ausgestellt. - Marcus, ein Signifer (AE 1994, 1764) |